# Андокід (гончар)
Андокід (грец. Ανδοκίδης) — давньогрецький гончар, що творив в Афінах у другій половині VI століття до н. е.
Відомо 8 його робіт, найвідоміша з них — амфора «Діоніс із двома Менадами». Створені ним вази розписували різні вазописці, у тому числі анонімний Вазописець Андокіда, з яким пов'язують перехід від чорнофігурного до червонофігурного стилю вазопису.

## Амфори Андокіда

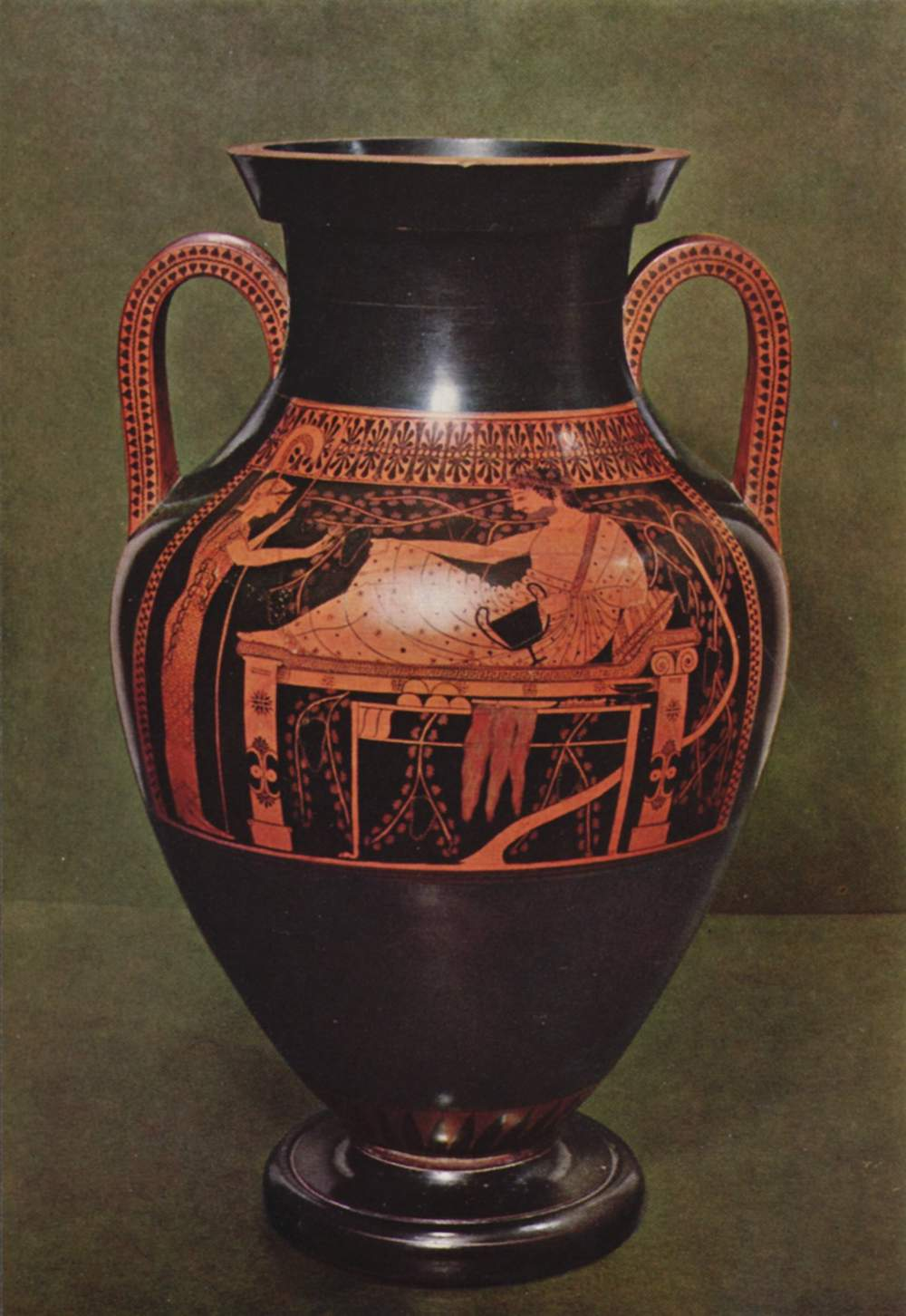
Амфора-білінгва Геракл та Афіна, червонофігурна сторона
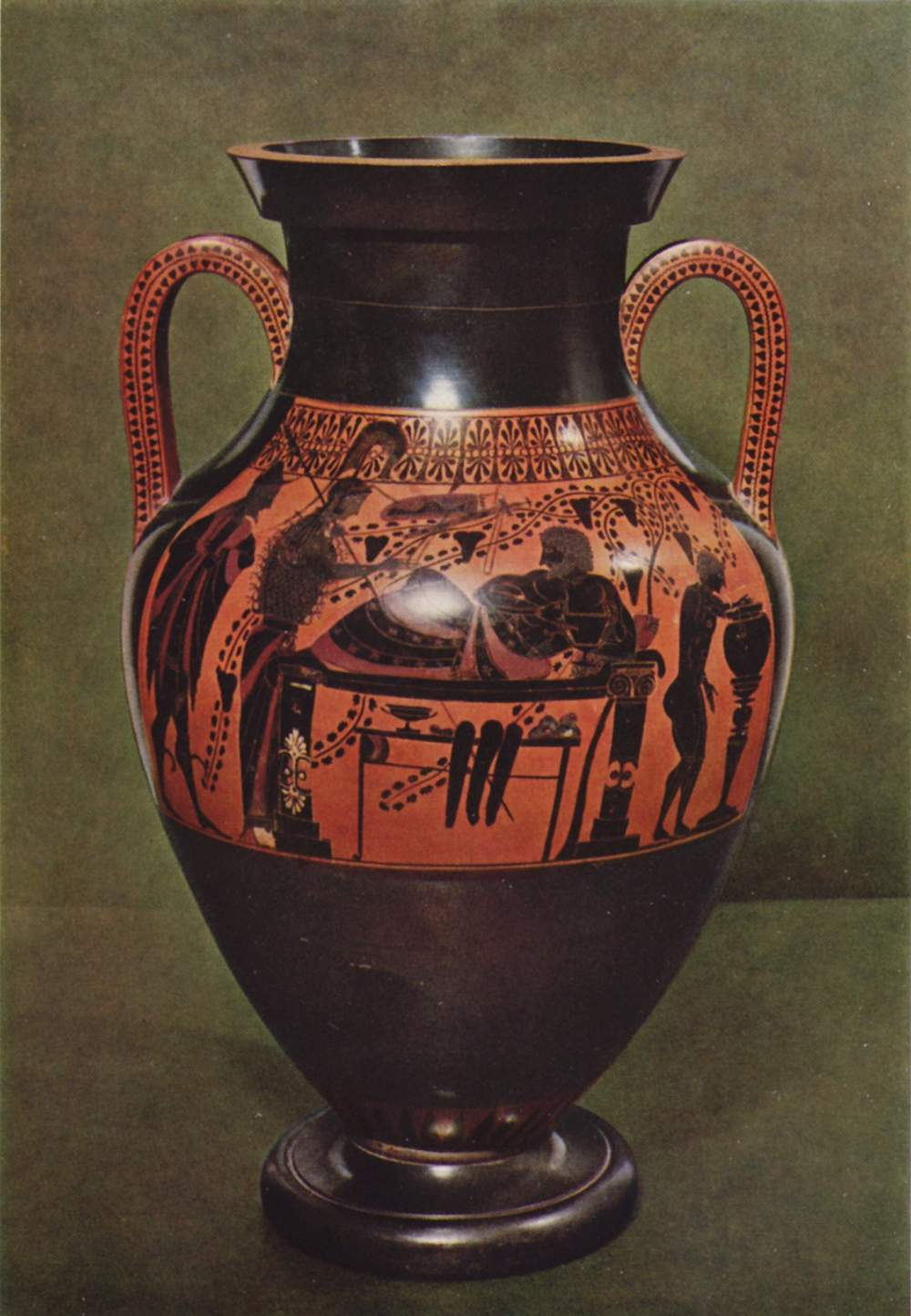
… чорнофігурна сторона, Гліптотека, Мюнхен
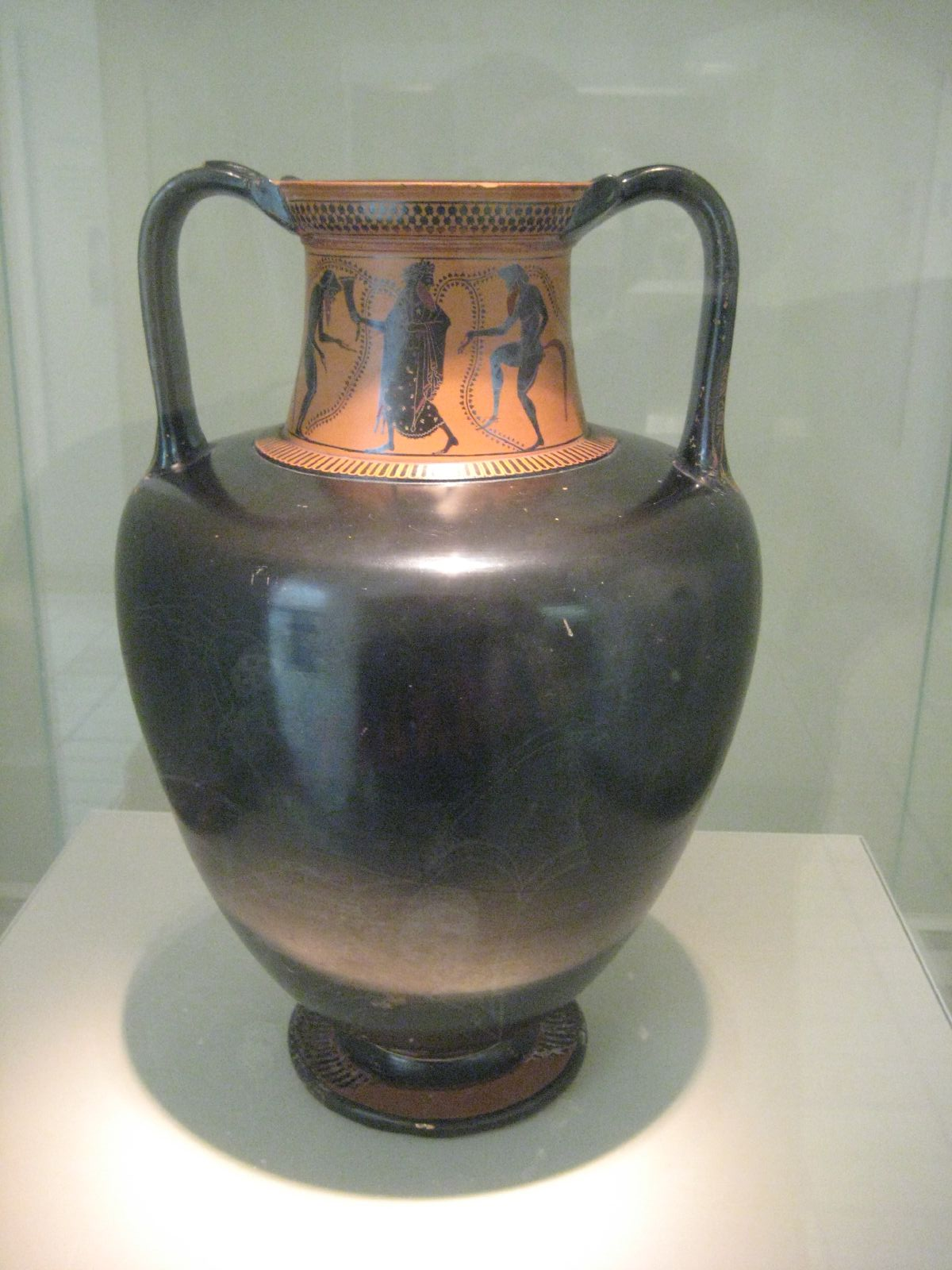
Амфора Діоніс із двома Менадами